# Robert William Thomson
Robert William Thomson (bautizado el 26 de julio de 1822 - 8 de marzo de 1873), de Stonehaven, Escocia) fue el inventor del neumático.

## Biografía
Nacido en Stonehaven, Kincardineshire, Robert fue el undécimo de los doce hijos del dueño de un molino de un local de lana. Su familia quería que estudiara para sacerdote, pero Robert se negó, debido a su incapacidad para dominar el Latín. Dejó la escuela a los 14 años y se fue a vivir con un tío a Charleston, Estados Unidos, donde fue aprendiz de un comerciante. Dos años más tarde volvió a casa y se auto-enseñó química, electricidad y astronomía con la ayuda de un tejedor local que tenía conocimientos de matemática.
El padre de Robert le dio un taller, y para cuando tenía 17 años de edad había reconstruido el doble rodillo par secar de la lavadora de su madre, de manera que la humedad de lino no se pasase a través de los rodillos en cualquier dirección. Había diseñado y construido también una exitosa sierra de cinta, y había completado el primer modelo de trabajo de la rotación elíptica de una máquina de vapor, que se perfeccionó después de su muerte. Fue aprendiz de ingeniería en Aberdeen y Dundee antes de unirse a la ingeniería civil, en una empresa en Glasgow. A continuación, pasó a trabajar para una empresa de ingenieros civiles de Edimburgo que ideó un nuevo método de detonar cargas de explosivos mediante el uso de la electricidad, lo que redujo en gran medida la pérdida de vidas en las minas de todo el mundo.
Thomson tenía sólo 23 años cuando patentó su neumático. Le reconocieron una patente en Francia en 1846 y en los EE. UU. en 1847. Su neumático consistía en un cinturón hueco de caucho de la India inflado con aire de manera que  las ruedas presentan "un colchón de aire con el suelo, o vía por la que circulan". Esta cinta elástica de tela de goma iba encerrada en una fuerte carcasa exterior de cuero  estaba atornillada a la rueda. Las "ruedas aéreas" de Thomson se mostraron  en el  Regent's Park de Londres en marzo de 1847 instaladas en varios carruajes tirados por caballos, mejorando  grandemente la comodidad del viaje y reduciendo el ruido. Un juego recorrió  casi 2 000 km (1 200 millas) sin mostrar signos de deterioro.